# Султан Пасамбахан
Султан Пасамбахан (*д/н — 1636) — 6-й раджа-алам Пагаруюнга у 1616—1636 роках.

## Життєпис
Син або інший родич раджи-алама Султан Аліфа I. Відомості про нього досить обмежені. Посів трон 1616 року. За його панування відбувається нове послаблення держави, спричининене ймовірно поразкою від султанату Ачех та намаганням знаті та місцевої аристократії стати самостійними. До кінця панування держава поринула у боротьбі між різними радажми і датуками.
Помер 1636 року. Йому спадкував син Султан Аліф II.